# Substancje barwiące

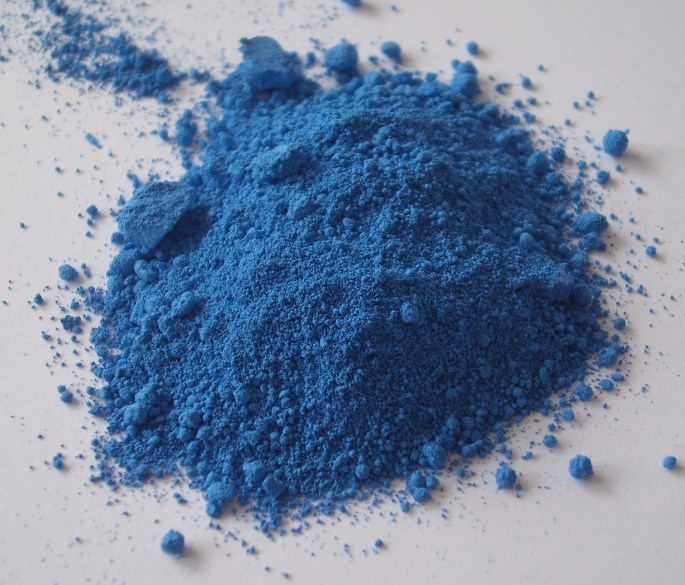
Pigment kobaltowy

Substancje barwiące – substancje nadające barwę innej substancji pozbawionej barwy (przezroczystej, białej lub szarej) lub też zmieniające barwę substancji posiadającej już jakąś barwę. Można je podzielić na pigmenty, laki i barwniki. Pigmenty są nierozpuszczalnymi kryształami wymagającymi procesu dyspersji w celu ich użycia do barwienia substancji. Barwniki są substancjami rozpuszczalnymi, są łatwe w użyciu, jednak ich odporności są mniejsze od pigmentów. Barwniki są przezroczyste, pigmenty zaś różne – część jest kryjąca, część przezroczysta.
- Pigment (łac. pigmentum) – kryjąca substancja barwiąca. Drobno zmielona substancja stała, nierozpuszczalna i najczęściej nieprzezroczysta, zabarwiająca sobą powierzchnię pokrywanej substancji. Zazwyczaj są to rozdrobnione minerały. W farbach dla oszczędności stosuje się pigmenty razem z wypełniaczami. Ziarna wypełniacza są wielokrotnie większe od ziaren pigmentów, które wypełniacz pokrywają, tworząc w ten sposób większą powierzchnię kryjącą. Pigmenty można podzielić na pigmenty absorpcyjne (m.in. biel barowa, błękit pruski, cynober, czerń frankfurcka, glejta ołowiana, minia ołowiowa, ultramaryna, zieleń szwajnfurcka), pigmenty metaliczne, pigmenty perłowe. W farbie mogą występować pigmenty z różnych grup jednocześnie, np. jeśli w farbie metalicznej znajdą się dodatkowo pigmenty absorpcyjne, wówczas dzięki takiej farbie można uzyskać barwę z połyskiem metalicznym. Farbę z pigmentami metalicznymi można też wzbogacić pigmentami perłowymi, otrzymując dodatkowo efekty właściwe pigmentom perłowym.

- Lak – barwnik wytrącony z roztworu do postaci stałej, który tym sposobem uzyskuje właściwości pigmentu. Laki są terminem stosowanym m.in. w przemyśle farbiarskim, a pośrednio również tam, gdzie są wykorzystywane, czyli w przemysłach: gumowym i tworzyw sztucznych, papierniczym, włókienniczym, poligraficznym itp.

- Barwnik – jest substancją przepuszczającą światło i zabarwiającą sobą ośrodek, w którym jest rozpuszczona lub stopiona. Może również reagować z tym ośrodkiem. W odróżnieniu od pigmentów, wśród barwników występuje również wiele substancji organicznych. W przemyśle chemii organicznej barwnikami są substancje wchodzące w reakcję chemiczną z włóknem naturalnym, sztucznym lub skórą. Rozpowszechnione naturalne barwniki to np. hemoglobina – czerwony barwnik krwi, chlorofile – zielone barwniki roślinne.